# Ostrinia palustralis
Ostrinia palustralis — вид лускокрилих комах родини вогнівок-трав'янок (Crambidae).

## Поширення
Вид поширений в Європі до Уральських гір. Присутній у фауні України.

## Опис
Розмах крил 29-42 мм.

## Спосіб життя
Личинки живляться листям щавелю, зокрема прибережного та водяного.